# Río Real (Málaga)
El río Real es un río de la provincia de Málaga, España. Es uno de los pequeños ríos de la llamada cuenca de la Costa del Sol Occidental, situada entre las cuencas de los ríos Guadiaro y Guadalhorce, que a su vez forman parte de la demarcación hidrográfica de las cuencas mediterráneas de Andalucía.

## Origen del nombre
En época musulmana se llamó río de Torrox a su curso medio y bajo. El origen del nombre actual está vinculada a la conquista de Marbella por la Corona de Castilla, pues junto a él se asentó el real del ejército cristiano hasta la toma de la ciudad. En 1526 el marbellí Pedro de Aranda justifica este apelativo: «en nuestra lengua le llaman el río del Real porque allí estuvo el católico rey don Fernando quando esta çibdad se ganó de los moros».

## Curso
El río Real nace entre las sierras Blanca y Alpujata, en el término municipal de Ojén,  y desemboca en el mar Mediterráneo, en el término de Marbella, entre la playa de los Monteros y la playa del Real de Zaragoza, tras un recorrido de unos 12 km que transcurre en dirección norte-sur. Su cauce lleva agua prácticamente todo el año a pesar de la existencia de regulaciones, acequias y desvíos a lo largo de su recorrido, lo que propició históricamente la instalación de molinos hidráulicos. Aguas abajo sufre importantes modificaciones a su paso por campos de golf.
Recibe, entre otros, los aportes de los arroyos de Almadán, Castañar y Espartal por la margen derecha y de los arroyos Cagón, Sauces y Tejar por la margen izquierda, abarcando una cuenca de unos 26 km². Su secuencia litológica de la cuenca alta está compuesta por migmatitas, gneises, esquistos y mármoles blancos dolomíticos de sierra Blanca y peridotitas de sierra Alpujata. Las zonas bajas están constituidas por arcillas, margas, margocalizas y materiales metamórficos.
La pendiente longitudinal de los tramos del río oscila de 0 a 6%. En los tramos torrenciales presenta una pendiente longitudinal entre el 1,5  y el 6% y una transversal superior al 10%. En los tramos de rápidos, que coinciden en general con las zonas medias-bajas, la pendiente  longitudinal oscila también entre 0,2 y 1,5%, mientras que la transversal es inferior al 10%. En los tramos tranquilos la pendiente desciende a 0-0,2%.
Atendiendo a la clasificación de Rivas-Martínez (1987), la zona presenta un bioclima pluviestacional oceánico termomediterráneo subhúmedo. Los valores climáticos medios de la zona son una temperatura media anual de 17-18 °C, una precipitación anual de 1.000 mm y una insolación de unas 4.000 horas de sol al año.

## Flora y fauna
Casi todo el curso del río Real ha sido declarado Zona de Especial Conservación por la presencia de importantes hábitats naturales así como por su función esencial de corredor ecológico. Las especies de fauna presentes en el río son las características de la zonas de ribera, como la nutria, el galápago leproso, la boga del Guadiana, el cangrejo de río, la araña negra de los alcornocales y otras especies de peces comunes y diferentes anfibios como el sapillo pintojo meridional o la salamandra y aves como el martín pescador y el mirlo acuático.